# 基普·索恩
基普·斯蒂芬·索恩（1940年6月1日— ）是美国理论物理学家，主要贡献是在引力物理和天体物理学领域。索恩和英国物理学家斯蒂芬·霍金，以及美国天文学家、科普作家、科幻小说作家卡尔·萨根保持了长期的好友和同事关系。:12009年以前一直担任加州理工学院费曼理论物理学教授，是当今世界上研究在天体物理学領域的广义相对论理論與實驗的领导者之一。
2017年，索恩因对LIGO探测器及引力波探测的决定性贡献而与莱纳·魏斯及巴里·巴里什共同获得诺贝尔物理学奖。

## 生平

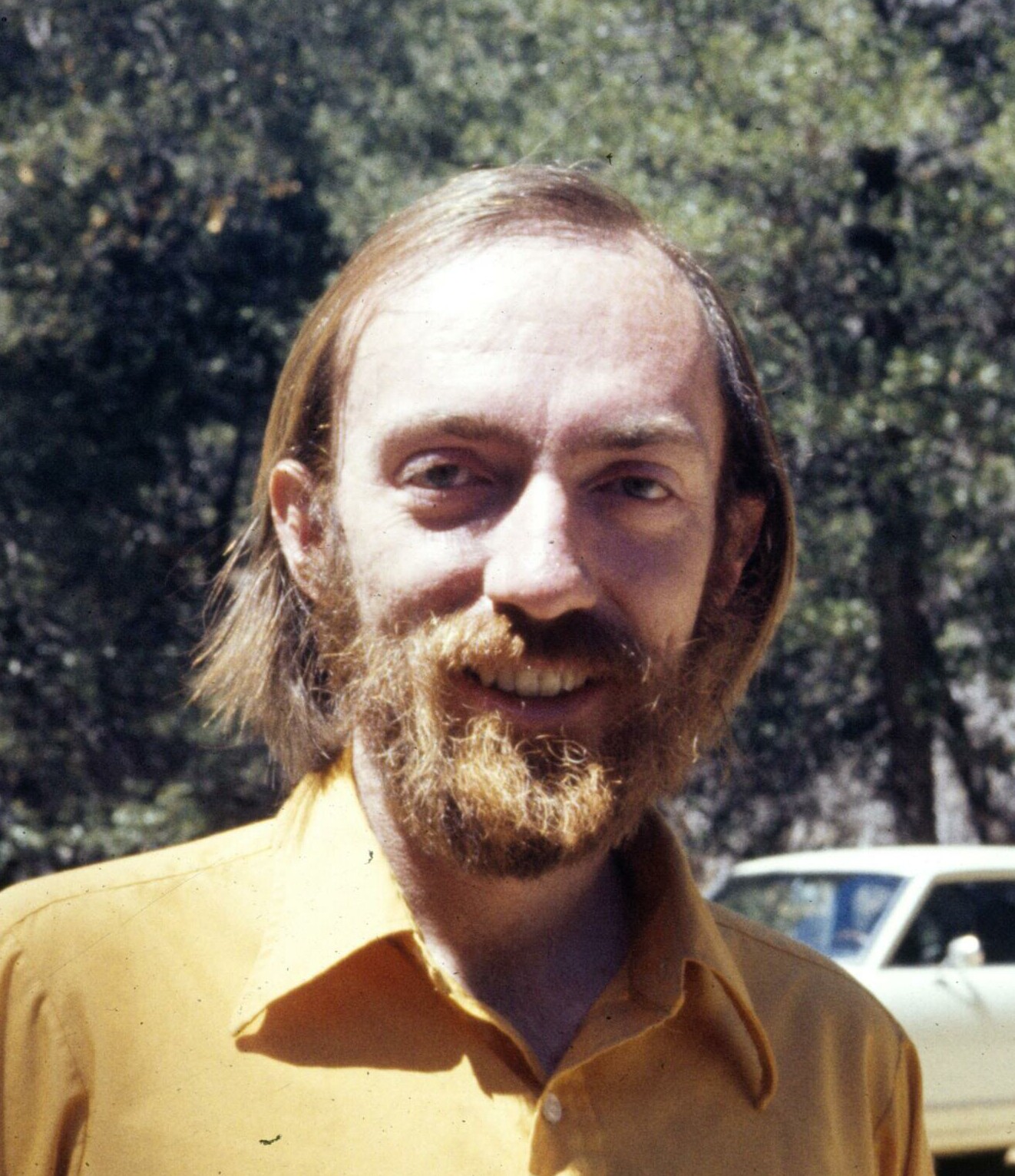
索恩於1972年的照片

索恩於1940年6月1日出生在美国犹他州的洛根，他的父母親都是犹他州立大学的教授：父亲维恩·索恩是農藝學專家，母亲艾莉森·索恩是经济学家。同在学术氛围浓郁的家庭环境中成长，在他的四名兄弟姐妹当中，後來有两人也成为了教授。
索恩年轻时就已在学术领域取得了非凡的成就，他在三十岁时成为了加州理工学院历史上最年轻的正教授之一。他于1962年获得加州理工学院的学士学位，在1965年获得普林斯顿大学的博士学位。在著名的物理学家约翰·惠勒的指导下，索恩完成了博士论文《圆柱系统的几何动力学》（Geometrodynamics of Cylindrical Systems）。1967年索恩回到加州理工学院被聘任为一名副教授，三年後晉升教授职位，1981年起担任「威廉·科南教授」，自1991年至2009年，他榮任「费曼理论物理学教授」，辭任後，他從事於寫作與製作電影，但仍繼續科學研究。他的第一部電影計畫是《星際穿越》，他與導演克里斯托弗·诺兰共同合作完成這部電影。索恩現為「榮譽费曼理论物理学教授」。
多年来，索恩一直扮演着众多前沿理论学者的导师和论文指导教授的角色，这些学者現今大多仍舊活跃在广义相对论的观测、实验或天体物理学领域。到目前为止，出自索恩门下的加州理工学院物理博士毕业生约有五十多名。
索恩善于將在引力物理和天体物理学领域的一些发现的令人兴奋并且重要之处，清楚明白地解釋給学术界專家與一般聽眾。1999年，索恩预言，人类将能够在二十一世纪解答一些以下尚未解决的问题：
- 是否存在这样一个“宇宙的黑暗面”，其中遍布诸如黑洞一般的天体？
- 我们能否通过引力波来观测宇宙的诞生和黑暗面？
- 21世纪科技能否观测到量子行为發生於像人类尺寸大小的物体？

索恩于1960年和第一任妻子琳达·彼得森结婚，并有两个孩子，后来于1977年离婚。1984年和第二任妻子，南加州大学的生物機動学和物理治療法教授卡罗莉·温斯坦结婚。

## 研究领域
索恩的研究領域主要是在相对论性天体物理学和引力物理学，其中比較着重於相对论性星体和黑洞方面的論題，特别是關於引力波的論題。最被公众所知與極具争议性的论述無疑應屬他的关于虫洞或许能够用來做星際旅行或时间旅行的主張。

### 引力波和
索恩是全世界公認的引力波天文學權威。自從1960年代，他就在研究，從像黑洞互撞或中子星互撞這般的宇宙極端事件，怎樣生成引力波。1975年，他與萊納·魏斯嘗試將魏斯設計製作的干涉臂為5英尺長的雛型引力波探測器加以改良。1981年，索恩在加州理工學院實驗室裡成功地製成了干涉臂為31英尺臂長的雛型引力波探測器。
索恩是激光干涉引力波天文台（LIGO）的主要发起者之一。1984年索恩与朗納·德瑞福、萊納·魏斯合作擬妥了计划，這計畫是至今為止（2016年）美国国家科学基金会投资的最大项目。运用激光干涉的方法测量微小的长度变化，引力波引起的时空扰动會造成某種特別模式的长度变化，LIGO希望能夠找到這種特別模式，從而探測到引力波的蹤跡。
长久以来，索恩是在理论方面的專家，他與他的團隊給予很多寶貴的理論支援，這包括為探測引力波的数据分析算法奠定理論基礎，指明應該探测的目标波源，设计LIGO射束管中用来控制散射光的擋板，分析各種躁聲的來源與構想控制躁聲的方法。他和莫斯科的弗拉基米尔·布拉金斯基研究小组合作发展出用于新一代引力波探测器的量子非破坏性测量器件设计。索恩和他的學生卡尔顿·卡维斯一起开发了反作用迴避方法來對谐振子做量子非破坏性测量，这种技术可以有效地应用于引力波探测和量子光学。
2016年2月11日，代表LIGO科學協作團隊的四人小組宣布，LIGO於2015日9月曾記錄到在約13億光年之外，兩個黑洞因碰撞而產生的特徵信號。這次探測是第一次直接觀察到引力波。此次探测验证了广义相对论的一项重要理论预测，並且开启了引力波天文学的新纪元。

### 黑洞宇宙学

一個圓柱叢的磁場線。

索恩在普林斯頓大學攻讀博士學位時，他的指導教授約翰·惠勒最初選派給他一個引力問題：一個圓柱叢的磁場線是否可能會因引力而發生內爆？一般而言，圓柱型磁鐵的磁場線與磁場線彼此之間會相互排斥，如果不是磁鐵將磁場線聚集在一起，這些磁場線會向外爆開。但根據廣義相對論．由於磁場也是能量，給定足夠強勁的磁場，則其能量所產生的強勁引力會將一個圓柱叢的磁場線聚集在一起，完全不需要磁鐵的拘禁作用。然而，這狀況很可能不穩定，更強勁的引力很可能會促使這些磁場線發生內爆。經過一番研究，應用愛因斯坦場方程式於這問題，索恩給出理論證明：一個圓柱叢的磁場線絕不可能因屈服於引力而發生內爆。:262-265
為什麼一個圓柱叢的磁場線不會發生內爆，而球型恆星會發生內爆？索恩試圖找出這問題的解答，他發覺，只有當物體在所有方向都被壓縮之時，引力才能夠克制內部壓強。索恩提出環猜想來表述這領悟，環猜想表明，一个经历內爆的物体會坍缩成具有事件視界的黑洞，若且唯若，該物體被壓縮後的周長在任何方向都會小於該物體的「臨界周長」。換句話說，該物體會坍缩成具有事件視界的黑洞，若且唯若，由該物體的史瓦西半径所形成的球面能夠將該物體完全包裹在內。:266-267:189-190
由於宇宙學者理查·韓倪、雷莫·魯菲尼等等在1970年代所貢獻出的基礎性論述與啟發，索恩與他的學生發展出一種妙用無窮的研究黑洞物理學的範式，稱為膜範式。對於任何在黑洞外發生的現象，彎曲時空範式所能夠寫出的黑洞物理學定律，膜範式也能夠等價地寫出，而且更為簡單明瞭。使用膜範式，索恩詳細地闡明了布蘭德福–日納傑過程。{{rp|405-411}
在黑洞熱力學領域，約翰·惠勒的研究生雅各布·貝肯斯坦宣稱，黑洞的表面面積可以用來量度熵；假若將一堆含有熵的物質丟入黑洞，則響應這動作，黑洞的表面面積會增加。進一步分析這論述，這索恩與博士後沃傑克·祖瑞克構想出一個理想實驗：將一些具有質量、角動量與電荷量的物質丟入某黑洞，一旦這些物質進入這黑洞的事件視界後，就無法從視界外得知到這些物質的除了質量、角動量與電荷量以外的其它性質，因為，根據無毛定理，黑洞只有三種特性：質量、角動量與電荷量。索恩與祖瑞克由此推論，給定最初黑洞與最終黑洞，數算到底有多少種丟入這些物質的方法，這數量的對數必是黑洞的熵的增加值。索恩與祖瑞克總結，一個黑洞的熵是所有能夠製成這黑洞的方法的數量的對數。:445-446
索恩、伊戈爾·諾維考弗與唐恩·佩吉共同發展出黑洞吸積盤的廣義相對論性理論，應用這理論，他們估算，假若黑洞的質量因吸積而成長為先前的兩倍，則該黑洞的旋轉速度可增至高達廣義相對論所允許的旋轉速度的99.8%。由於吸積盤的發射電磁輻射、黑洞的吸收電磁輻射，這兩種機制都會產生反作用力矩，這是該黑洞的最大旋轉速度，這可能也是大自然所允許的最大黑洞旋轉速度，吸積的最大效率為30%。

### 虫洞和时间旅行
卡爾·薩根在撰寫科幻小說《接觸未來》時，曾經請教索恩一些關於星際旅行的問題，這引起了索恩研究蟲洞的興趣。薩根不是廣義相對論專家，他原本想要使用黑洞來進行星際旅行，索恩提醒薩根，黑洞不是個風平浪靜的地方，進入黑洞的太空船會被電磁輻射與電磁真空漲落不停地攻擊，這些被引力加速至極高能量的電磁輻射與電磁真空漲落會極快速地摧毀太空船。因此必須改使用蟲洞。:483-484蟲洞是一種假想的多連通時空實體，與黑洞一般，它涉及到超強勁的引力，但不同的是，它有兩個端點，從一端進入，可以從另一端出來。因此科幻小說常常會將蟲洞描述為一種遨遊星空宇宙的高速通道，或穿越古今未來的時間機器。然而，在那時期，物理學者並不清楚蟲洞是否符合已知物理學理論。
索恩與兩位加州理工學院高材生麥克·莫利斯、額維·尤特西沃在《物理評論快報》發表了一篇論文《蟲洞、時間機器與弱能量條件》，在文中他們闡明，大多數蟲洞都不可供通行，可供通行的蟲洞必須使用某種反引力的奇異物質為洞壁的建材。宇宙中應該可以找到反引力的奇異物質，反引力能夠遏止普通帶質量物體因引力發生內爆形成的黑洞。負能量可以生成反引力。有些量子系統可以處於負能量態，這意味著物理定律不排除奇異物質存在於宇宙。霍金早先已於1974年發現，在黑洞的事件視界附近的量子漲落具有奇異性質。後來，羅伯特·沃爾德與尤特西沃證實，曲率扭曲了量子漲落，促使其具有奇異性質。然而，物理學者尚不清楚量子漲落是否能維持蟲洞的內部空曠無阻。:492-493
索恩與兩位博士生進一步闡述，假若物理定律允許在空間中創建與維持可供通行的蟲洞，則這蟲洞也可被改裝成時間機器，然而這樣很可能會違反因果論，至於是否能夠創建與維持可供通行的蟲洞，這問題涉及到一些尚未搞清楚的論題，例如，宇宙審查假說、量子引力、量子場論等等。在知悉這篇論文被發表後，諾維考弗非常高興地表示，從此以後他也可以發表關於時間機器的論文了。:507-508索恩的這篇論文標誌著關於時間機器的論題已從科幻小說領域登入科學領域。
索恩與韓裔博士後Sung-Won Kim研究出一種萬用的物理機制。這種機制應用量子場的真空極化的爆炸性成長來摧毀任何一種企圖從事回到過去的時間旅行的蟲洞，從而防止時空發展出封閉類時曲線，也就是說，防止任何回到過去的時間旅行。然而至今索恩與眾多宇宙學權威仍舊不能確定這結論是否正確，因為當蟲洞開始被摧毀的時刻，也就是彎曲時空的量子場定律不適用的時候，必須改使用量子引力理論。:133-134:516-520

### 相对论性星体、多极子和其它
1977年，索恩與波蘭天文學家安娜·祖特闊夫發表論文預測，在紅超巨星的核心可能有中子星存在，這種假設存在的恆星稱為索恩－祖特闊夫天體。40年後，天文學家發現恆星HV 2112是可能性相當高的這型天體的候選者。
索恩為相對論性星的脈動與其所發射出的引力波奠定基礎。相對論性星的脈動在相對論性天文物理學裡是一門很重要的論題，通過脈動可以研究緻密星的穩定性，脈動是未來很可能被觀察到的引力波源。在超新星爆炸的最初幾秒，新形成的中子星或黑洞會劇烈脈動，發射出引力波，從而顯示坍縮物體的特徵。索恩主要研究的是脈動的引力波的f模（基礎模），大多數脈動的引力波都是通過f模發射出去。
使用廣義相對論，索恩與詹姆斯·哈妥推導出黑洞與其它相對論性物體的運動定律與進動定律，這包括它們的多極矩與鄰近物體的時空曲率的相互耦合所產生的影響。
對於實驗驗證引力的相對論性理論，索恩與學生克利福德·威爾在理論詮釋方面奠定基礎。由於科技進步，相對論性理論的引力實驗也變得越來越精密與精確，因此導致需要更詳細的實驗框架來加以分析與詮釋。

## 荣誉
索恩被遴選為很多高等學術機構的院士或會員：
- 美国文理科学院院士 (1972年)[29]
- 美国国家科学院院士
- 俄罗斯科学院院士
- 美国哲学会会员

索恩獲頒多項獎章：
- 由於「探測到引力波的蹤跡，開啟天文學與物理學的新視野」，索恩、萊納·魏斯、朗納·德瑞福與1012位團隊同工共同榮獲2016年基礎物理學突破獎。[30]
- 因為「探測到引力波」，索恩、德瑞福、魏斯獲得2016年格魯伯宇宙學獎。[31]
- 由於對「激光干涉引力波天文台LIGO的構思和設計」，索恩、德瑞福、魏斯獲頒2016年邵逸夫獎。[32]
- 2016年，索恩、德瑞福、魏斯因「直接探測到引力波」，共獲科維理獎。[33]

## 影視作品參與
美國的PBS電視網和英國的BBC電視網都播放過索恩關於黑洞、引力波、相對論、時間旅行以及蟲洞等主題的公眾演講節目。
1997年7月上映的執導的美國科幻片，描述首位探測到並證實外星文明存在證據的搜尋地外文明計劃科學家艾麗博士，透過穿越「蟲洞」而成功與外星文明進行第一次接觸。原著小說家兼該片編劇卡爾·薩根和基普·索恩是好朋友，因此邀請他協助將有關通過蟲洞進行時空旅行的研究融入電影劇本中。
2014年11月上映的克里斯多福·諾蘭執導的美國科幻片，描述一隊探險者根據基普·索恩的理論，穿越「蟲洞」進行的太空冒險故事。
曾與其他在加州理工學院的諾貝爾獎得主，皆以其本人身份作為角色，客串演出美國熱門情景喜劇《宅男行不行》第12季（2019年首播）。

## 著作
曾出版著作《黑洞与时间弯曲——爱因斯坦的幽灵》等书。